# Рюдорф, Фридрих
Фридрих Рюдорф (нем. Rüdorff Friedrich, 1832—1902) — немецкий химик, учился в Гёттингене (у Вёлера), затем в Берлине (у Дове, Розе); был профессором в нескольких высших технических учебных заведениях и, наконец, ректором высшей технической школы в Берлине.
По физической химии Рюдорф выпустил ряд работ: 
- «О замерзании воды»;
- «Об охладительных смесях»;
- «Понижение температуры при растворении в воде солей»;
- «Растворимость смесей солей»; «К природе растворов».

Работы Фридриха Рюдорфа по неорганической, аналитической химии и электролизу: 
- «Получение твёрдого фосфористого водорода»;
- «О соединениях As2O3 с KCl, KBr, KI и с такими же солями Na и NH4»;
- «О кальциево-медноуксусной соли»;
- «Определение меди электролитическим путём»;
- «Количественный анализ электролизом».

Фридрих Рюдорф напечатал также руководства: 
- «Grundriss der Chemie»,
- «Grundriss der Mineralogie» и
- «Anleitung zur chemischen Analyse».